# Ashiaman
Ashiaman is een plaats in Ghana (regio Greater Accra). De plaats telt 150 312 inwoners (census 2000).